# Cantó de Les Essarts
El cantó de Les Essarts és un cantó francès del departament de la Vendée, situat al districte de La Roche-sur-Yon. Té 9 municipis i el cap es Les Essarts.

## Municipis
- Boulogne
- Dompierre-sur-Yon
- Les Essarts
- La Ferrière
- La Merlatière
- L'Oie
- Sainte-Cécile
- Sainte-Florence
- Saint-Martin-des-Noyers

## Història
| Data d'elecció                           | Identitat            | Partit                     | Qualitat |
| ---------------------------------------- | -------------------- | -------------------------- | -------- |
| 1945-1967                                | Arsène Mignen        | PRL, després divers droite |          |
| 1967-1973                                | Henri Rochereau      | CNIP                       |          |
| 1973-1985                                | Jacques de Villiers  | Divers droite              |          |
| 1985-2010                                | Bertrand de Villiers | UDF, després MPF           |          |
| 2010-                                    | Yves Auvinet         | Divers droite              |          |
| les dades anteriors no són pas conegudes |                      |                            |          |
|                                          |                      |                            |          |

| A partir de 1990: Població sense dobles comptes |